# Atholus kuijteni
Atholus kuijteni är en skalbaggsart som beskrevs av Kanaar 1983. Atholus kuijteni ingår i släktet Atholus och familjen stumpbaggar. Inga underarter finns listade i Catalogue of Life.